# Richard Norman Shaw
Pour les articles homonymes, voir Shaw.

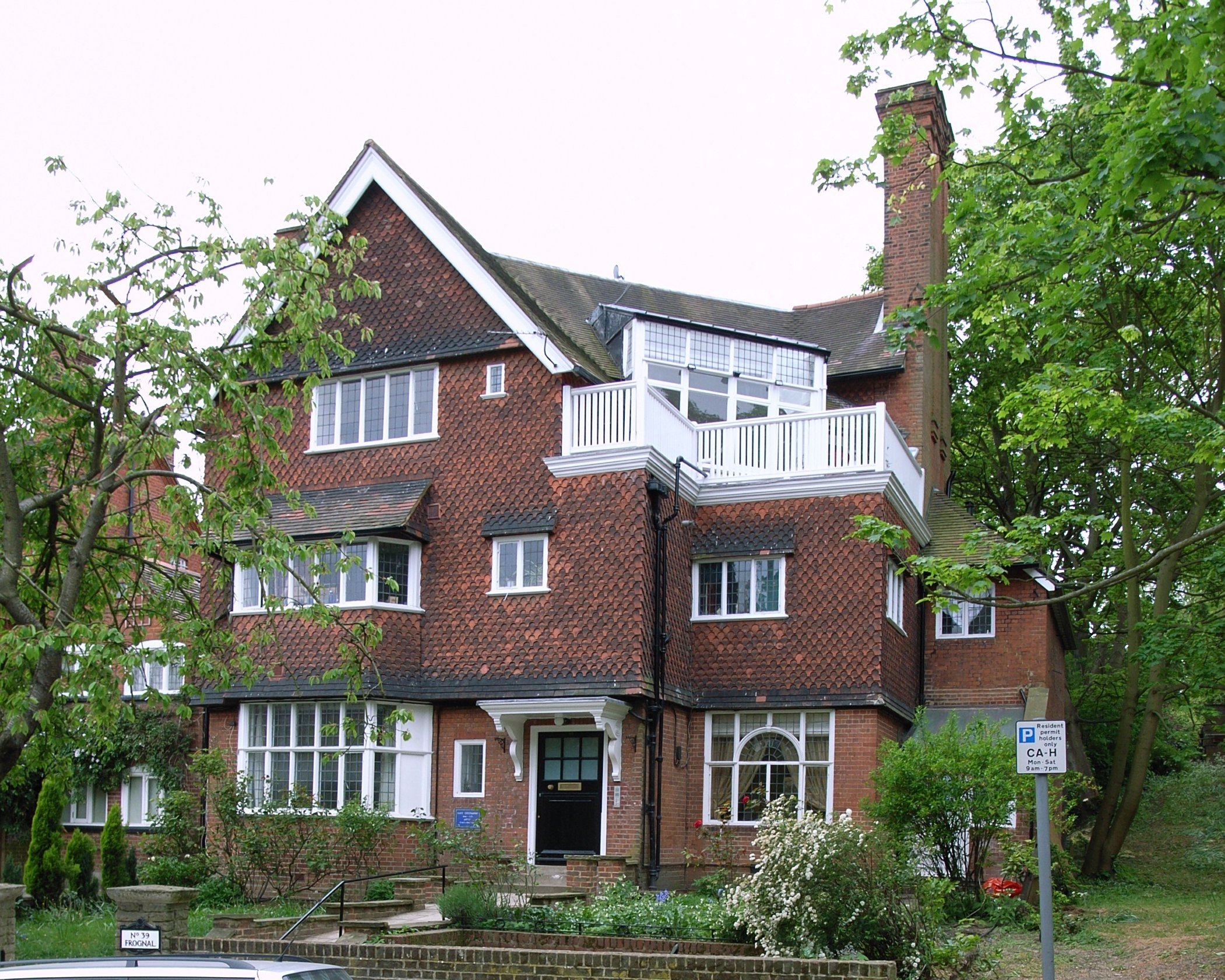
Maison de Kate Greenaway, Frognal, 1885

Richard Norman Shaw (Édimbourg, Écosse, 7 mai 1831 — Londres, 17 novembre 1912) est un influent architecte écossais connu pour ses maisons de campagne et ses bâtiments commerciaux.

## Biographie
Shaw commence dans les bureaux londoniens de William Burn avec George Edmund Street et est diplômé de la Royal Academy, ce qui lui donne une solide formation classique. Il rencontre William Eden Nesfield avec lequel il a un bref partenariat. Il voyage de 1854 à 1856 avec une bourse de la Royal Academy et il recueille de nombreux dessins de bâtiments qu'il publie dans Architectural Sketches from the Continent en 1858.
En 1863, après seize ans de formation, il ouvre un cabinet pendant une courte période avec Nesfield. En 1872, Shaw est élu membre de la Royal Academy.
Il travaille entre autres pour les artistes John Callcott Horsley et George Henry Boughton ou l'industriel Lord Armstrong. Il conçoit de grandes maisons comme Cragside.
En 1892 il coédite avec Sir Thomas Jackson (en) Architecture, a profession or an Art? (en français, Architecte, une profession ou un Art?). Il pense fermement que c'est un art. Quelques années plus tard son style évolue vers un classicisme Édouardien émergeant à partir du début du XXe siècle.
Shaw a également évolué dans l'architecture ecclésiastique. Il restaure Église Saint Jean (Leeds) (en) et construit de nouvelles églises.

## Œuvre
- 1-2 St James's Street, Londres, 1882

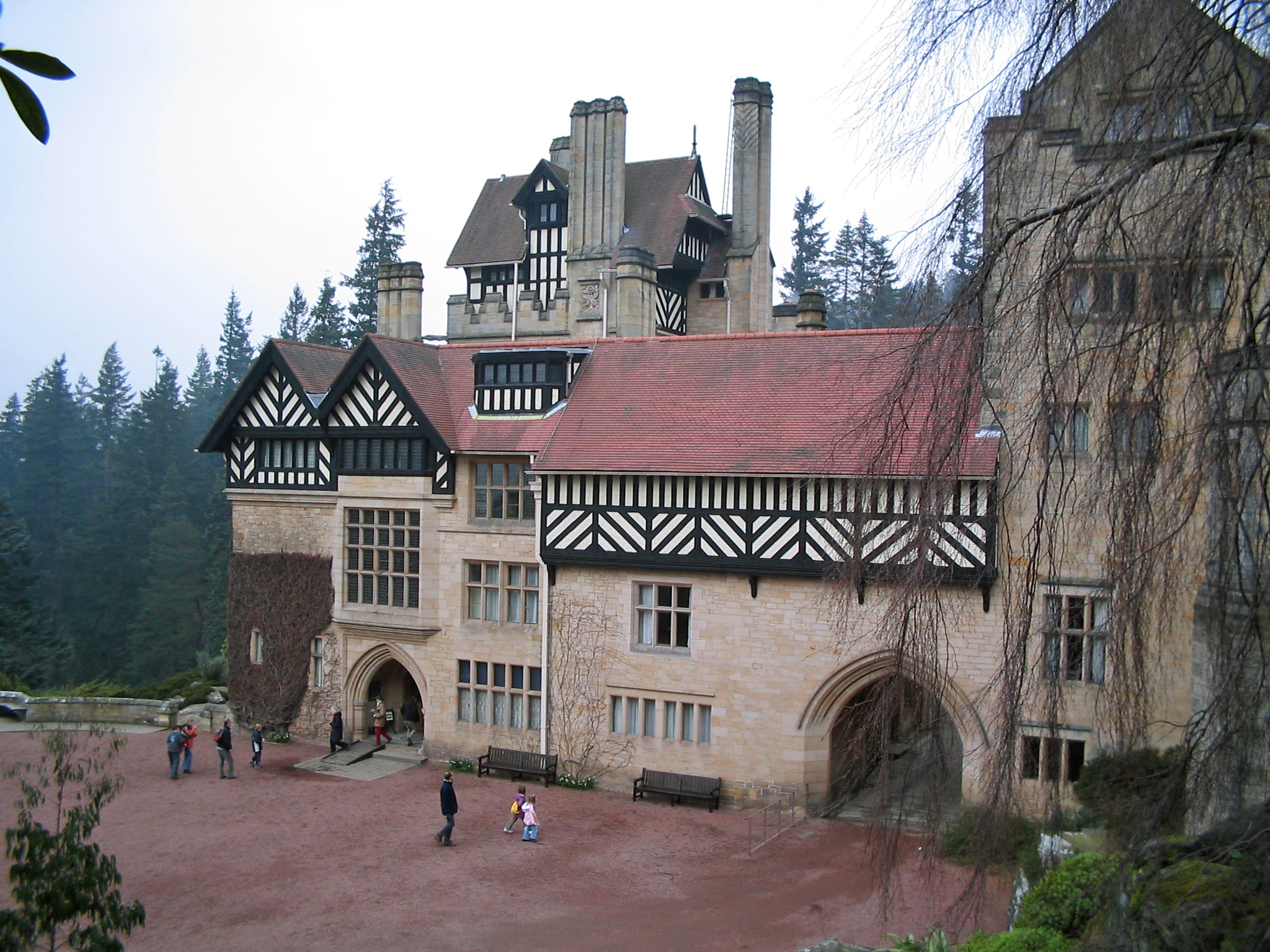
Cragside, Northumberland

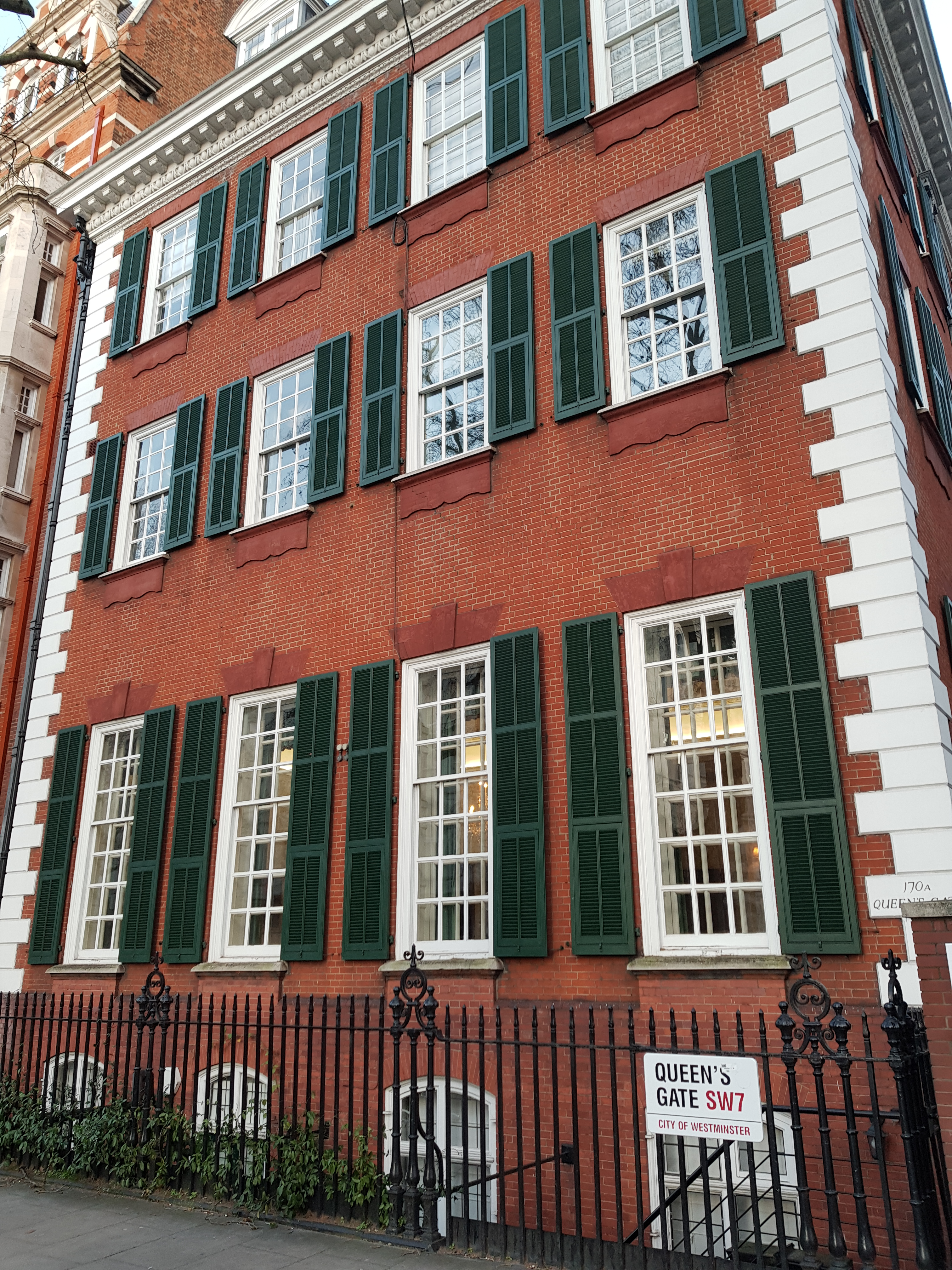
No 170, Queen's Gate, Londres.

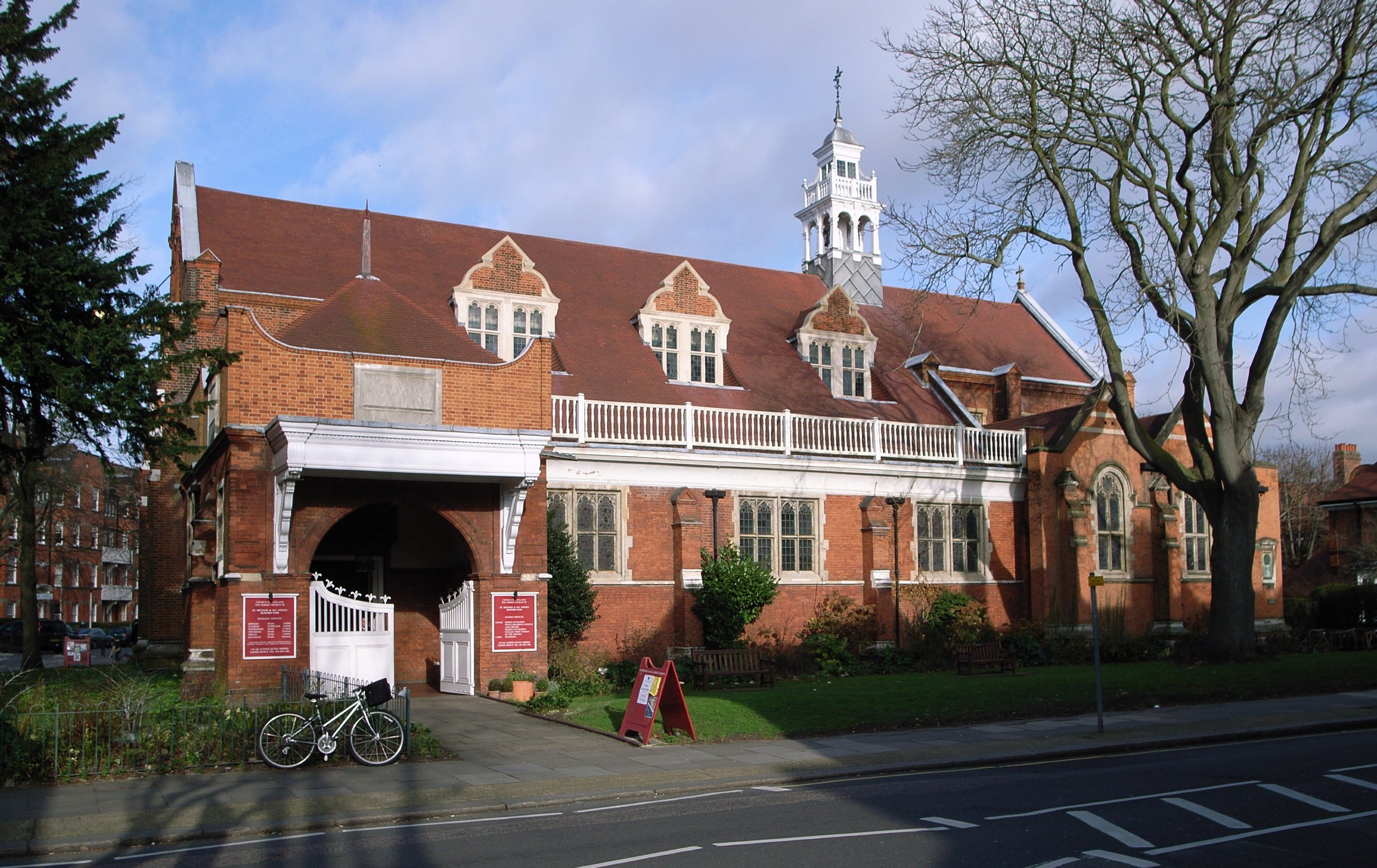
St Michael et All Angels, Bedford Park

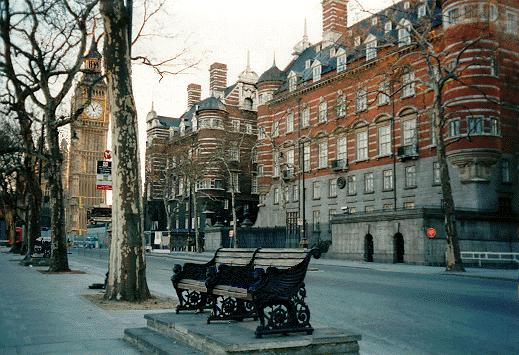
Norman Shaw Buildings, Londres

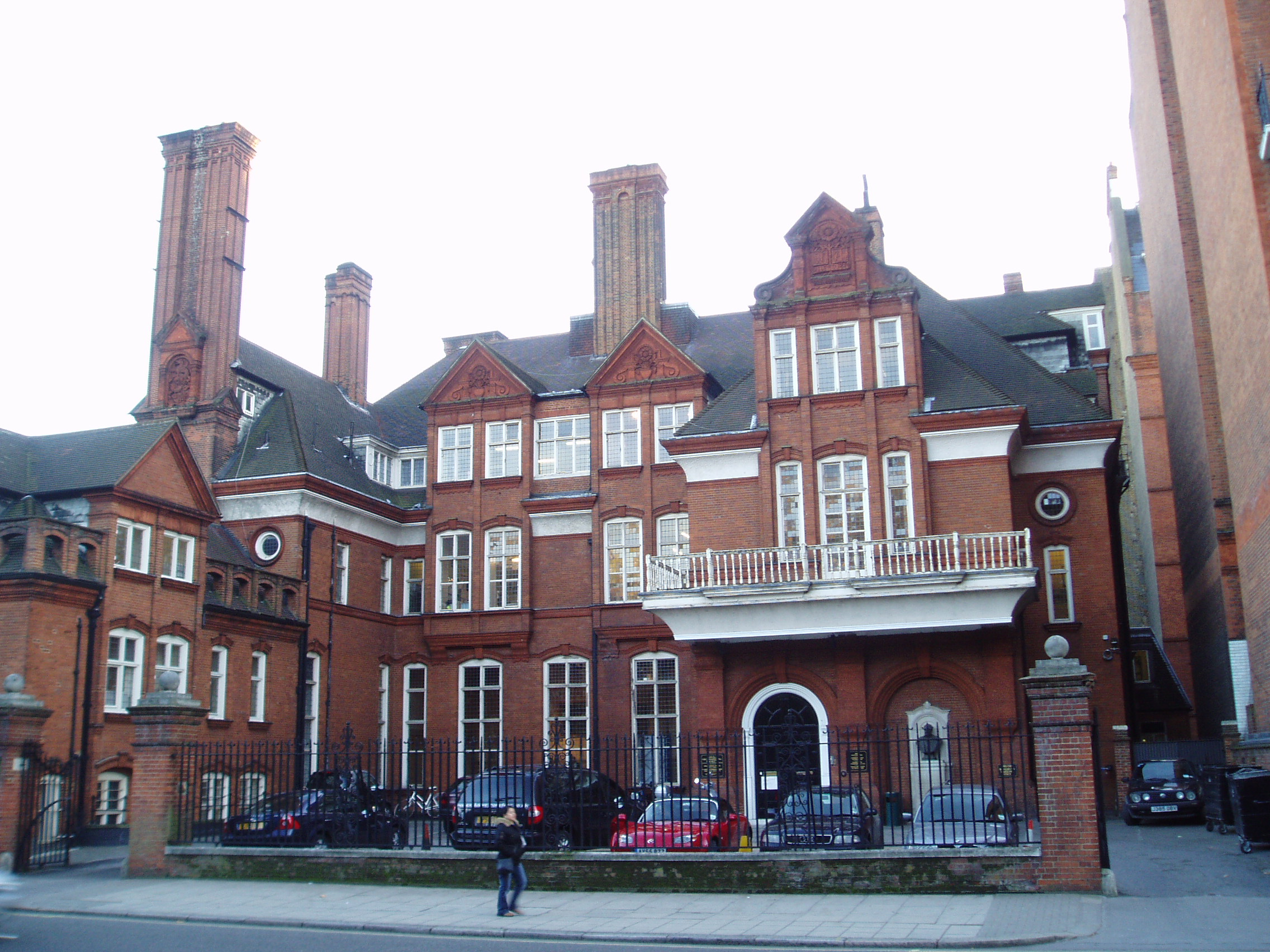
Lowther Lodge, siège de la Royal Geographical Society

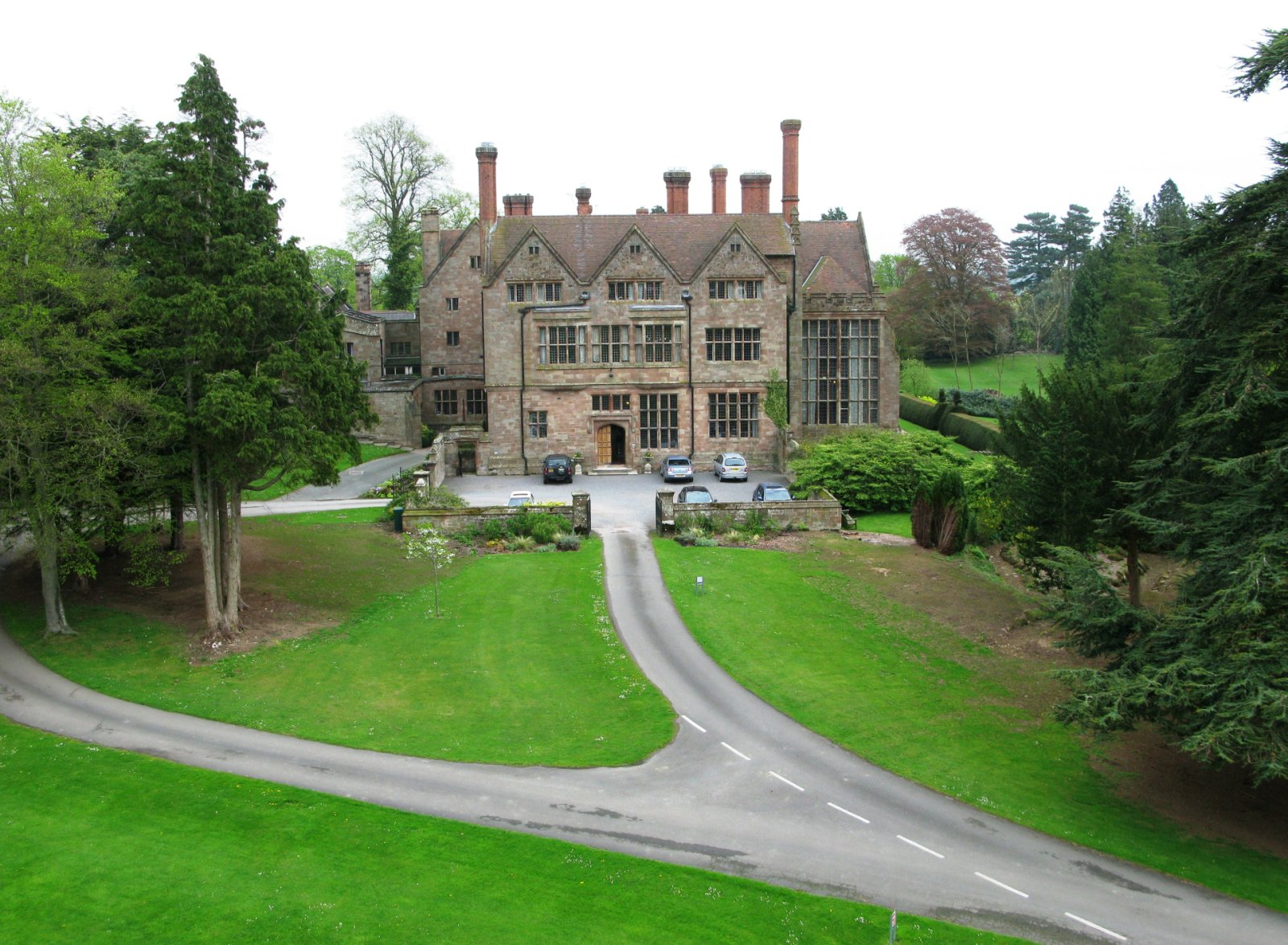
, Shropshire

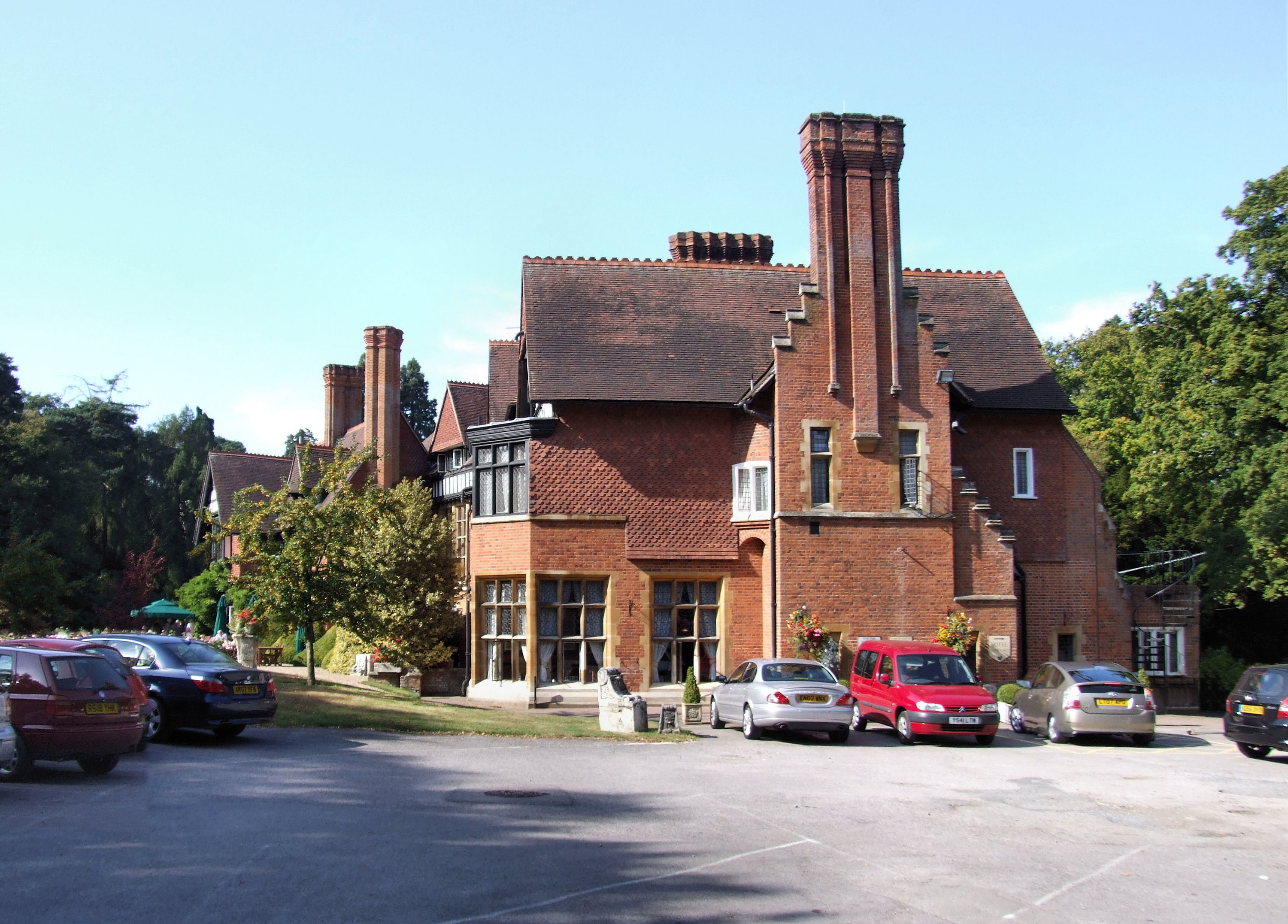
, Harrow, Londres

- Glen Andred, Withyham,Sussex, 1867
- Leyswood, Withyham,Sussex, 1866–1869
- Cragside, Rothbury, Northumberland, 1869/1870–1885
- Preen Manor, Shropshire
- Grim's Dyke (en), Harrow, Londres, 1870
- New Zealand Chambers, Leadenhall Street, Londres, c. 1870–80
- Pierrepont and Merrist Wood, Surrey
- Lowther Lodge (en), Kensington, 1873–1875, siège de la Royal Geographical Society
- 6 Ellerdale Road (en), Hampstead, Londres, construit pour lui-même
- Hou Bethany, St Clement's Road, Bournemouth, Dorset, 1874–1875
- Wispers (en), West Sussex, 1874–1876
- Pierrepont House, Frensham (en), 1876–78
- Old Swan House, 17 Chelsea Embankment, Londres, 1875–1877
- Bedford Park, Londres
- Albert Hall Mansions, Kensington Gore, Londres, 1879–1886
- Adcote (en), Little Ness, Shropshire, 1876–1881
- Flete House, Devonshire
- Greenham Lodge, Berkshire
- Dawpool, Cheshire (démoli dans les années 1920)
- Bryanston School, Dorset
- Chesters, Northumberland
- Nouveau Scotland Yard, sur les quais de la Tamise, Londres, 1887–1906 (construit comme le siège de la Metropolitan Police, maintenant connu comme le Norman Shaw Buildings et utilisé pour les bureaux des parlementaires)
- Piccadilly Hotel, Piccadilly Circus, Londres, England, 1905 à 1908, son dernier travail
- Albion House (en), James Street, Liverpool, 1896–1898
- House for Kate Greenaway, Frognal, Londres, 1885
- Église de Swanscombe, Kent
- White Lodge et White Lodge West, Bingley, West Yorkshire
- Bannow, St Leonards-on-Sea, East Sussex, 1877
- Claremont School, St Leonards-on-Sea, East Sussex 1888
- 4 - 6 Page Heath Lane, Bickley, Kent, 1864
- The Corner House, 114 Shortlands Road, Beckenham, Kent, 1869
- 88 St. James's Street, Londres, 1904
- Bailiff's Cottage, Bromley Palace Estate, Bromley, Kent, 1864 (démoli)
- Town Hall, Market Square, Bromley, kent, 1863 (Non construit)
- Bradford City Hall (en) extension en 1909.
- Église de la Sainte Trinité, Bingley, Yorkshire 1866-1868 (démolie en 1974)
- Holme Grange School, Wokingham, Berkshire East Sussex 1883
- Alderbrook Park, Cranleigh, Surrey 1881 (maison pour Pandeli Ralli (en), démolie en 1956)
- Flora Fountain (en), Mumbai, Inde , 1864
- Highdown School (en), Emmer Green, Reading, Berkshire, 1878-80